# Cusanus-Gymnasium Erkelenz
Das Cusanus-Gymnasium Erkelenz Europaschule (CGE) ist ein staatliches Gymnasium in der Stadt Erkelenz, benannt nach dem deutschen Kirchenrechtler, Philosoph, Bischof und Kardinal Nikolaus von Kues (latinisiert: Cusanus). Das Cusanus-Gymnasium zählte 2020 etwa 1500 Schüler, damit gehört es zu den größten Gymnasien Nordrhein-Westfalens.

## Geschichte
Die 1830 als Nachfolgerin einer alten Lateinschule gegründete „Höhere Bürgerschule für Knaben“ war 1856 „Königliches Progymnasium“ und am 12. Mai 1923 „humanistisches Vollgymnasium“ geworden. 1906 war ein neues Schulgebäude an der Südpromenade erbaut worden, wozu der Bohrpionier Anton Raky 50.000 Mark gestiftet hatte.
Seit 1905 hatte es auch an der Ecke Westpromenade / Zehnthofweg die „Höhere Mädchenschule St. Canisius“ gegeben, eine Mittelschule die von den Schulschwestern der „Armen Dienstmägde Jesu Christi“ geführt wurde.
Mai 1929 erhielt das Gymnasium einen Erweiterungsbau. In der NS-Zeit wurde 1937 das humanistische Gymnasium in eine „Oberschule für Jungen“ umgewandelt. Am 2. September 1944 wurde die Schule wegen der näherrückenden Front geschlossen.
Gymnasium und Mädchenschule wurden am 16. Januar 1945 bei einem Bombenangriff vollständig zerstört, Jungen und Mädchen ab dem 1. Dezember 1950 in einem neugebauten Gymnasium am Zehnthofweg gemeinsam unterrichtet. Das ursprünglich humanistische und zuletzt neusprachliche Gymnasium teilte sich 1962 in ein Jungengymnasium und ein Mädchengymnasium. Für beide Schulen entstanden am Schulring neue Gebäude. Im alten Gebäude befindet sich heute die Gesamthauptschule.
Das Jungengymnasium bezog zum Schuljahr 1965/66 seine neue Schule. Es wurde 1978 in eine koedukative Schule umgeformt und 1980 nach dem Universalgelehrten Nikolaus von Kues (in latinisierter Form: Cusanus) benannt, dessen letzter Sekretär Peter Wimars aus Erkelenz stammte.
Im Jahr 2009 wurde das Cusanus-Gymnasium Erkelenz vom Ministerium für Schule und Weiterbildung des Landes Nordrhein-Westfalen als Europaschule ausgezeichnet. Darauf folgte die Umbenennung in Cusanus-Gymnasium Erkelenz Europaschule.
Für das Schuljahr 2023/2024 ist die Schule als Bündelungsgymnasium ausgewiesen.

## Unterricht
Unterrichtsbeginn ist um 7.30 Uhr. Es wird auch nachmittags unterrichtet.

## Kulturleben

### Musik
Das Cusanus-Gymnasium hat zahlreiche musikalische Gruppen, beispielsweise eine Big-Band, einen Oberstufenchor und ein klassisches Orchester. Darüber hinaus wird an der Schule ein Musikprofil mit Streicher- und Bläserensembles (ab der 5. Klasse) angeboten. Auf der Videoplattform YouTube sind Videos mit Aufführungen des Chors eingestellt, von denen das Video Every breath you take / I’ll be missing you (Sting / P. Diddy :) – Oberstufenchor Cusanus-Gymnasium mehr als 27 Millionen Aufrufe verzeichnet (Stand: November 2023).

### Theater
Seit den 1980er können die Schüler am Cusanus-Gymnasium ihren eigenen Körper „erfahren“ und theatral einsetzen: Das Theater besitzt eine lange Tradition und kann zurückschauen auf über 45 unterschiedliche Theater- und Musicalaufführungen, die immer auf den zahlreichen Ideen und kreativen Vorstellungen unserer Schüler aufbauen. Egal ob ernst oder lustig, ob in der klassischen Theatertradition oder in modernen Adaptionen, ob textintensiv oder ausdrucksstark. Am 7. und 8. März 1980 verkörperte der spätere Schauspieler Jürgen Tarrach im Schultheater die Titelrolle in Max Frischs Biedermann und die Brandstifter. Diese Rolle war prägend für seine spätere Berufswahl.

## Verschiedenes
- Unterstützung erfährt das CGE durch einen Förderverein.